# Estação Electrosila
Electrosila (em russo:  Электросила) é uma das estações da linha Moskovsko-Petrogradskaia (Linha 2) do metro de São Petersburgo, na Rússia. Estação «Electrosila» está localizada entre as estações «Moskovskie Vorota» (ao norte) e «Park Pobedy» (ao sul).